# 大槻太郎左衛門

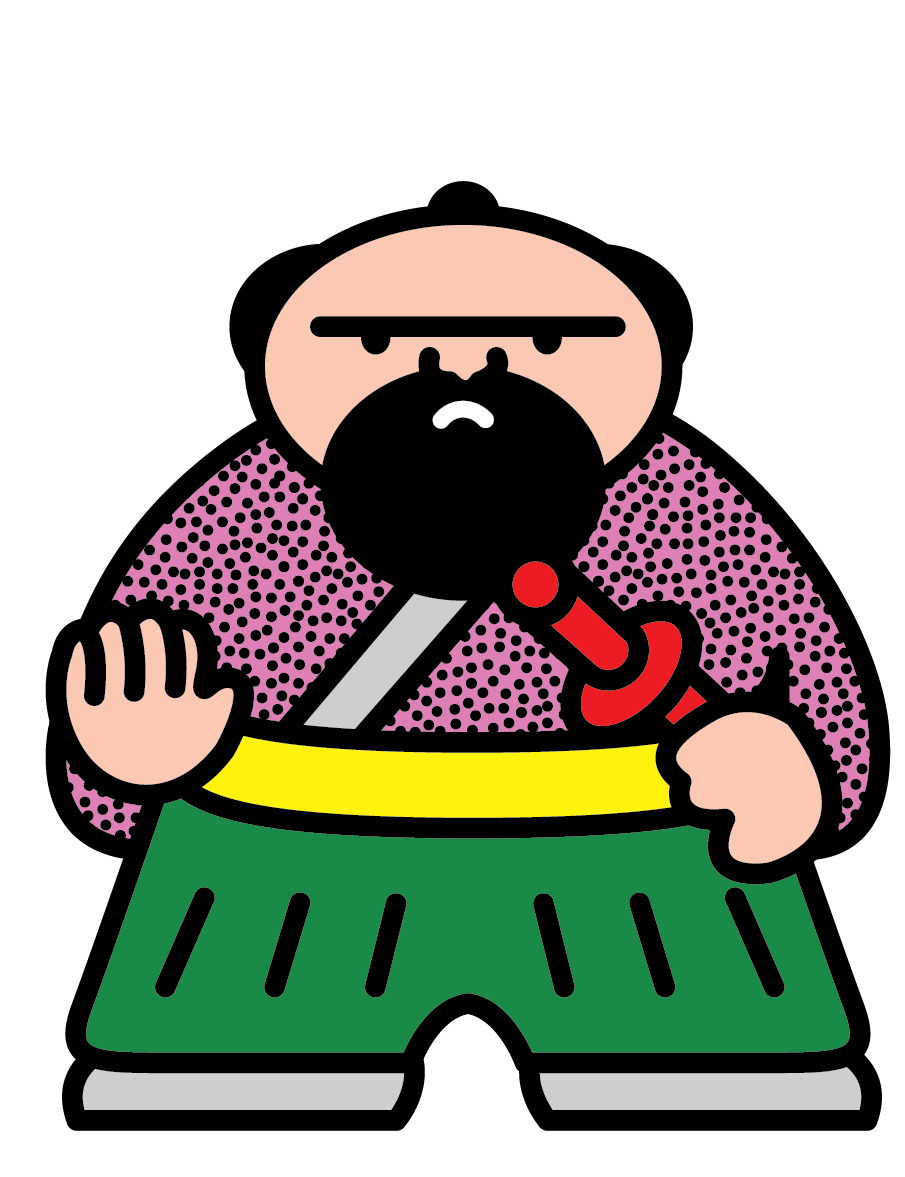
大槻太郎左衛門政通

大槻太郎左衛門（おおつきたろうざえもん）は、戦国時代に会津の北田の地を治めていた戦国武将。蘆名盛氏を主君とした。最初に北田の地を治めた北田広盛を初代として、政通は13代目である。

## 人物・逸話
- 太郎左衛門という名前は何代かにわたって受け継がれているが、「大槻」の姓を名乗ったのは太郎左衛門政通（行綱）のみである[1]。
- 政通の父は太郎左衛門高行であり、先祖は佐原義連である。
- 義連の息子・盛連が6人の息子たちに会津盆地周辺の所領を分配し、その時に北田の地を治めた次男の広盛が政通の先祖である[2]。
- 北田の姓は後に兄弟の分家により大庭に改められ、その後大槻に改められた[3]。
- 政通は主君であった蘆名盛氏に現在の福島県耶麻郡西会津町野沢に蟄居を命じられ、近隣の武将たちと協力して盛氏への謀反を企てた[4]。

## 系譜
- 先祖
  - 佐原義連
  - 北田広盛（初代）
  - 北田政隆（6代）
  - 大庭上総ノ介政泰（7代）
  - 大庭太郎左衛門国通（8代）
- 高祖父
  - 大庭近江政範（9代）
- 曾祖父
  - 大庭大隈政則（10代）
- 祖父
  - 大庭駿河政長（11代）
- 父
  - 大庭太郎左衛門高行（12代）
- 子供
  - 五左衛門
  - 娘（西方山ノ内右近太夫重勝妻）
  - 娘